# Ananka (mjesec)
Ananka (grč. Ανάγκη, također Jupiter XII) je Jupiterov satelit koji je na zvjezdarnici Mount Wilson otkrio Seth Barnes Nicholson 1951. godine. Retrogradni nepravilni satelit iz grupe Ananke s oko 28 kilometara u promjeru i orbitalnim periodom od 613.518491 dana.
Nazvana je po božici Ananki.